# Chiến tranh giành độc lập Ý lần thứ nhất
Chiến tranh giành độc lập Ý lần thứ nhất diễn ra từ năm 1848 cho đến năm 1849 giữa Vương quốc Sardegna và Đế quốc Áo. Sau một cuộc khởi nghĩa ở Milano chống lại sự thống trị của Áo, Sardinia tuyên chiến với Áo vào ngày 22 tháng 3 năm 1848. Ban đầu, vua Carlo Alberto của Sardinia được nhiều người cấp tiến ủng hộ, nhưng ông kiên quyết phải sáp nhập vùng Lombardy làm dấy lên những e ngại rằng Alberto chủ yếu quan tâm đến việc mở mang vương quốc mình. Trong khi ấy, Thống chế Áo là Joseph Radetzky von Radetz (81 tuổi) đã tập hợp quân lực và đánh bại đối phương. Cuộc chiến kết thúc với thắng lợi của quân Áo dưới quyền ông, tái chiếm Lombardy-Venetia vãn hồi Đế quốc Áo khỏi nguy cơ giải thể. Chiến thắng của ông được nhìn nhận là đã cổ vũ các lực lượng phản cách mạng trên toàn châu Âu và thể hiện tài năng của ông.
Những thắng lợi của Radetzky trong Chiến tranh giành độc lập Ý lần thứ nhất được xem là giai đoạn nổi bật nhất của các cuộc trấn áp cách mạng năm 1848 của Áo và làm nên tiếng tăm cho ông. Tại Viên, nhà soạn nhạc Áo Johann Strauss, Jr. đã tôn vinh chiến thắng của ông trong trận Custoza (1848) bằng bản "Hành khúc Radetzky" trứ danh.